# 阿拉诺
阿拉诺（西班牙語：Arano）是西班牙纳瓦拉的一个市镇。总面积14平方公里，总人口134人（2001年），人口密度10人/平方公里。